# Ljudmyla Horová
Ljudmyla Volodymyrivna Horová (ukrajinsky Людмила Володимирівна Горова, Ljudmyla Volodymyrivna Horova, rozená Kučerňuková ukrajinsky Кучернюк, Kučerňuk; * 15. září 1975) je ukrajinská básnířka a spisovatelka.

## Biografie
Narodila se dne 15. září 1975 ve vesnici Vorobijivka v Chmelnycké oblasti na Ukrajině. Vystudovala medicínu na Vinnycké národní lékařské univerzitě Nikolaje Pirogova, absolvovala stáž v pediatrii. Dlouhodobě žije v Kyjevě, po napadení Ukrajiny Ruskou federací v roce 2022 byla dočasně evakuována do USA.

## Dílo
Vydala tři knihy veršů v ukrajinštině pro děti, Віршенята-кошенята (Veršátka-koťátka, 2019), Віршинки (Veršíky, 2021) a Конотопська абетка (Konotopská abeceda, 2021), a dále knihu veršů Сію тобі в очі (Svítím ti do očí, 2022), která byla přeložena také do francouzštiny a japonštiny. Do ukrajinštiny rovněž překládala dětské básně z angličtiny

## BáseňВраже(Nepříteli)
Celoukrajinsky se stala proslulou její báseň Враже (Nepříteli) psaná formou prokletí, veršovaného zaklínání a svolávání hrůz na – v básni nespecifikovaného – nepřítele. Text publikovala na své facebookové stránce 21. dubna 2022, posléze jej zhudebnila ukrajinská zpěvačka Енджі Крейда (Angy Kreyda). Píseň se dočkala mnoha coverů s původním textem i variacemi, často již se specifikací proklínaného nepřítele; ústřední verš básně „Буде тобі, враже, Так, як Відьма скаже!“ – „Stane se ti, nepříteli, tak, jak říká vědma“ je používán jako kulturní odkaz na tuto báseň. Například v písni Залужний (Zalužnyj) od The Borsch (s jiným textem) se objevuje verš „Буде тобi враже Як Залужний скаже“ („stane se ti, nepříteli, jak řekne Zalužnyj“).
Враже byla dosud přeložena do polštiny, angličtiny, němčiny, běloruštiny, gruzínštiny, japonštiny a francouzštiny, autorka slibuje překlad do češtiny a ruštiny.